# Via del Tempio della Pace
Via del Tempio della Pace är en gata i Rione Monti i Rom. Gatan löper från Via del Colosseo till Via dei Fori Imperiali. Via del Tempio della Pace är belägen i det forna distriktet Carinae.

## Beskrivning
Gatan är uppkallad efter Tempio della Pace, vilket var beläget på Vespasianus forum.
Alldeles i närheten av Via del Tempio della Pace är den dekonsekrerade kyrkan Santa Maria in Carinis belägen. Kyrkan, som har anor från medeltiden, exproprierades år 1873 av den italienska staten. I området utfördes genomgripande omstruktureringar, bland annat anläggandet av Via Cavour, och mot seklets slut dekonsekrerades kyrkan. Det enda som återstår av kyrkan är portalen med inskriptionen: S. MARIA IN CARINIS. 

## Omgivningar
Kyrkobyggnader och kapell
- Santa Maria del Buon Consiglio
- Santa Maria in Carinis

Gator och gränder
- Via del Colosseo
- Via del Cardello
- Via del Buon Consiglio
- Vicolo del Buon Consiglio
- Via del Pernicone
- Via Frangipane
- Via Vittorino da Feltre
- Via delle Carine

## Bilder
| - Santa Maria del Buon Consiglio. - Santa Maria in Carinis. |

### Webbkällor
- ”Via Tempio della Pace, Roma” (på italienska). info.roma.it. Arkiverad från originalet den 12 maj 2022. https://archive.ph/n2PmN. Läst 12 maj 2022.
- ”Via del Tempio della Pace, Rione Monti (Roma)” (på italienska). A.Z. Arte Cultura Novità Idee. Anna Zelli. Arkiverad från originalet den 12 maj 2022. https://archive.ph/Y9qTM. Läst 12 maj 2022.